# Рата (село)
Рата (укр. Рата) — село в Рава-Русской городской общине Львовского района Львовской области Украины.
Население по переписи 2001 года составляло 639 человек. Занимает площадь 1,33 км². Почтовый индекс — 80317. Телефонный код — 3252.

## История
В 1946 г. Указом ПВС УССР село Рата переименовано в Подгородное.
В 1995 г. селу возвращено историческое название.